# Ligne d'Aubagne à La Barque
La ligne d'Aubagne à La Barque est une ancienne ligne de chemin de fer française à voie normale de la région Provence-Alpes-Côte d'Azur, aujourd'hui fermée et déposée. Elle reliait Aubagne, sur la ligne de Marseille à Toulon, à La Barque, sur la Ligne de Carnoules à Gardanne, elle desservait le bassin minier de Fuveau - Valdonne (production de lignite), à l'est de Marseille, en lui donnant un double débouché : au nord le site industriel de Gardanne et au sud les usines marseillaises de la vallée de l'Huveaune.
Elle constituait la ligne 948 000 du réseau ferré national.

## Histoire

### Ouvertures
La section de Aubagne à Valdonne-Peypin (mines de Fuveau) a été concédée à la Compagnie des chemins de fer de Paris à Lyon et à la Méditerranée (PLM) par une convention entre le Ministre secrétaire d'État au département de l'agriculture du commerce et des travaux publics et la compagnie signée le 1er mai 1863. Cette convention a été approuvée par un décret impérial le 11 juin 1863. Prévue à double voie, la loi du 29 mai 1867 a autorisé provisoirement la compagnie concessionnaire à n'acheter les terrains que pour une seule voie. Cette section a été mise en service le 27 janvier 1868.
La loi du 1er juillet 1865 déclare d'utilité publique un embranchement de Valdonne à la fosse de Castellane, commune de Saint-Savournin, et autorise la Société des charbonnages des Bouches-du-Rhône à établir cet embranchement.
La loi du 17 juillet 1879 portant classement de 181 lignes de chemin de fer dans le réseau des chemins de fer d’intérêt général retient en n° 135, une ligne de « Valdonne (Bouches-du-Rhône) à la ligne de Carnoules à Aix ».
La section de Valdonne-Peypin à La Barque-Fuveau est concédée à titre éventuel à la Compagnie des chemins de fer de Paris à Lyon et à la Méditerranée (PLM) par une convention signée entre le ministre des Travaux publics et la compagnie le 26 mai 1883. Cette convention est approuvée par une loi le 20 novembre suivant. La convention prévoyait un prolongement sur Aix-en-Provence qui n'a jamais été réalisé. Elle a été déclarée d'utilité publique le 5 août 1893 rendant ainsi la concession au PLM définitive (tronçon La Barque-Fuveau - Aix-en-Provence exclu). De construction plus difficile en raison de la topographie des lieux, elle a été mise en service le 3 novembre 1904. Elle rejoignait à La Barque - Fuveau la ligne de Carnoules à Gardanne

### Fermetures
À la veille de la seconde guerre mondiale, la desserte voyageurs comportait 4 aller-retour quotidiens, mais la concurrence des autocars rendaient la liaison non rentable, et elle fut supprimée le 18 avril 1939. Une navette pour les mineurs fut cependant rétablie en 1945 entre Aubagne et Cadolive.
En 1964, due à sa faible utilisation, la desserte marchandises a été supprimée sur la section de Valdonne à Fuveau. La section de Valdonne-Peypin à La Barque-Fuveau (PK 17,398 à 29,000) a été déclassée le 14 janvier 1972, et les installations correspondantes ont été déposées en 1972. En 1987, toute desserte est supprimée sur la partie de ligne restante, mais celle-ci n'est pas déclassée.

## État actuel de la ligne en photographies

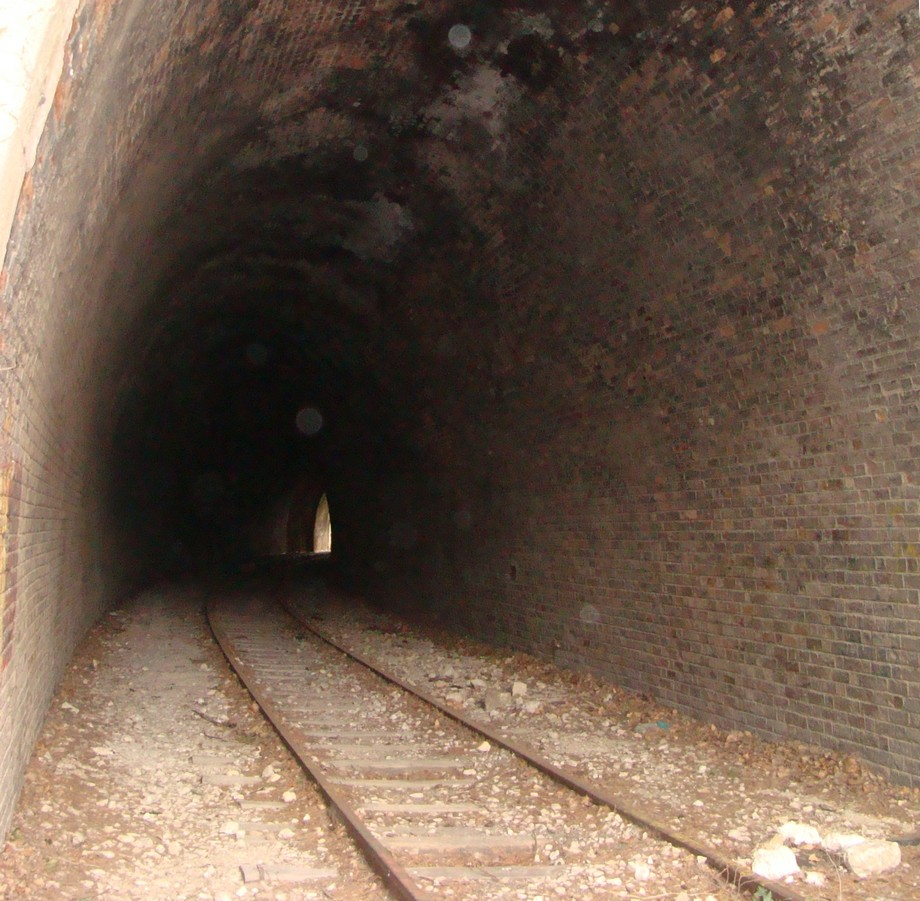
Tunnel de Pont-de-l'Étoile.
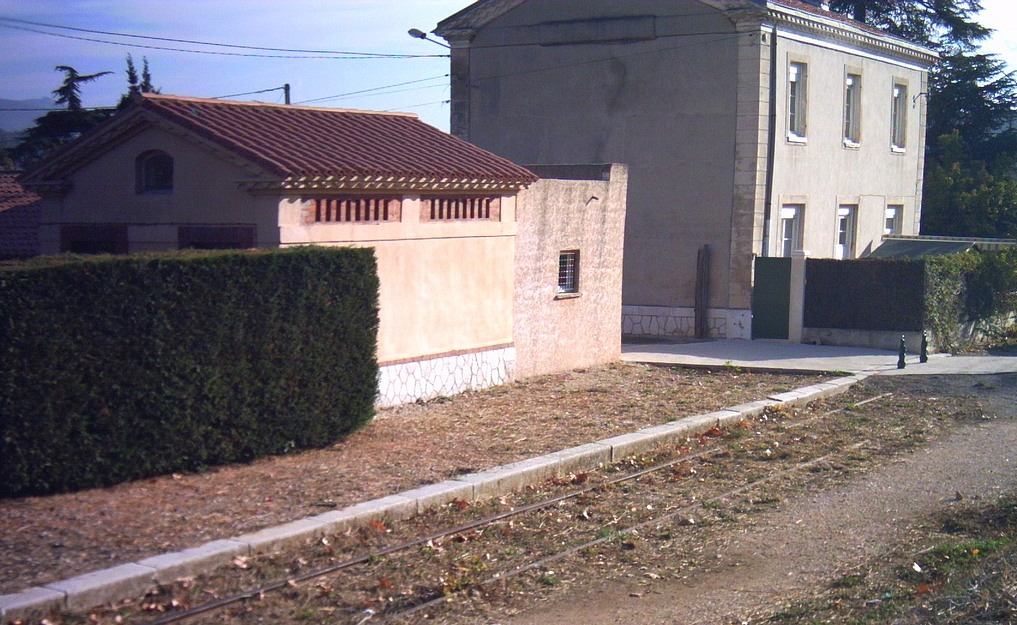
En gare de Roquevaire.
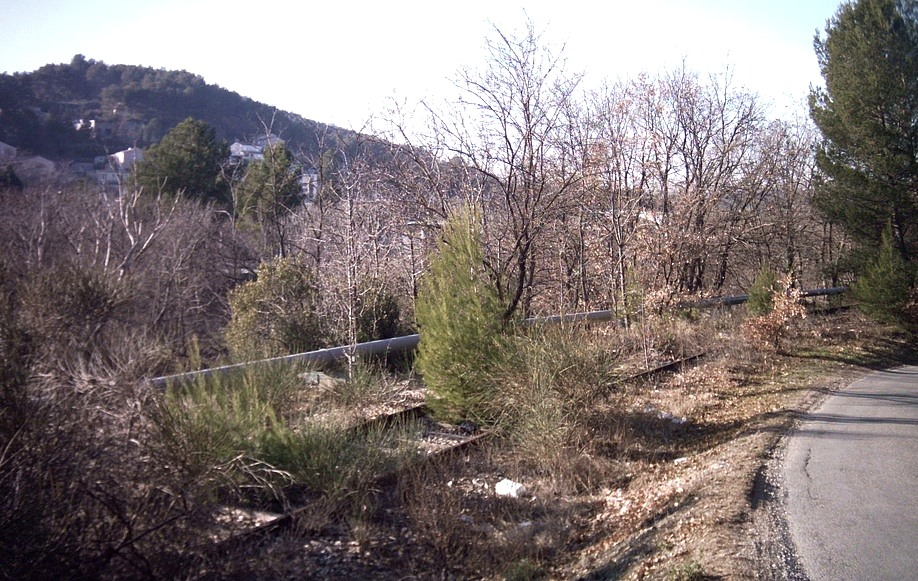
Entre Pont-de-Joux et la Bouilladisse.
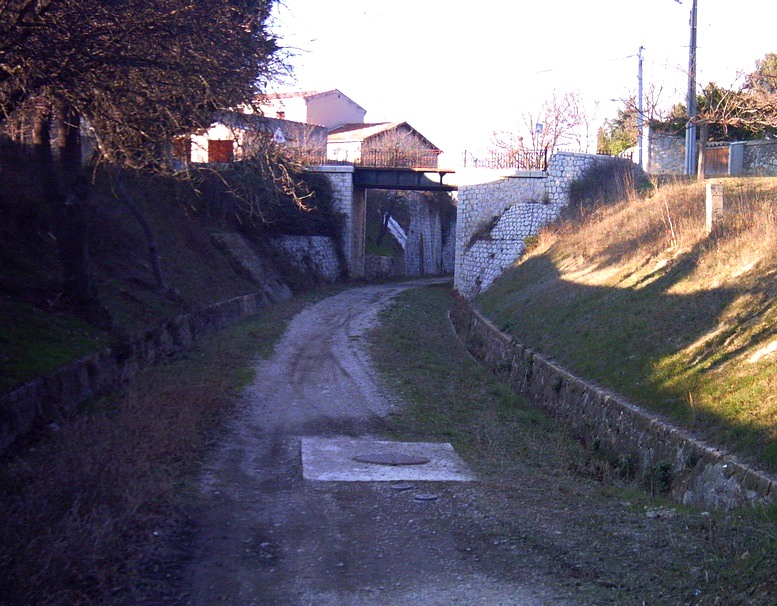
Auberge Neuve Entre Valdonne et Cadolive.

Quelques bâtiments de gares conservés (mais privés)

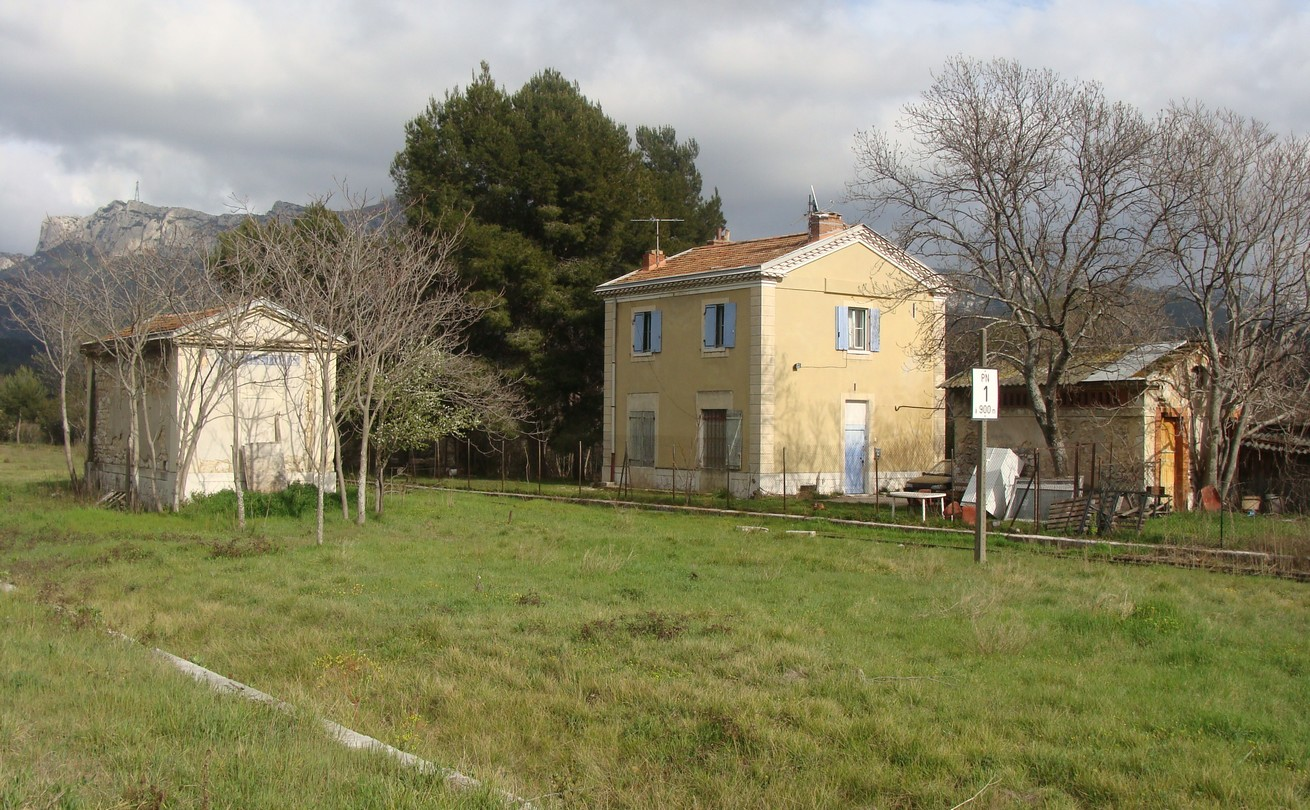
Pont-de-l'Étoile.
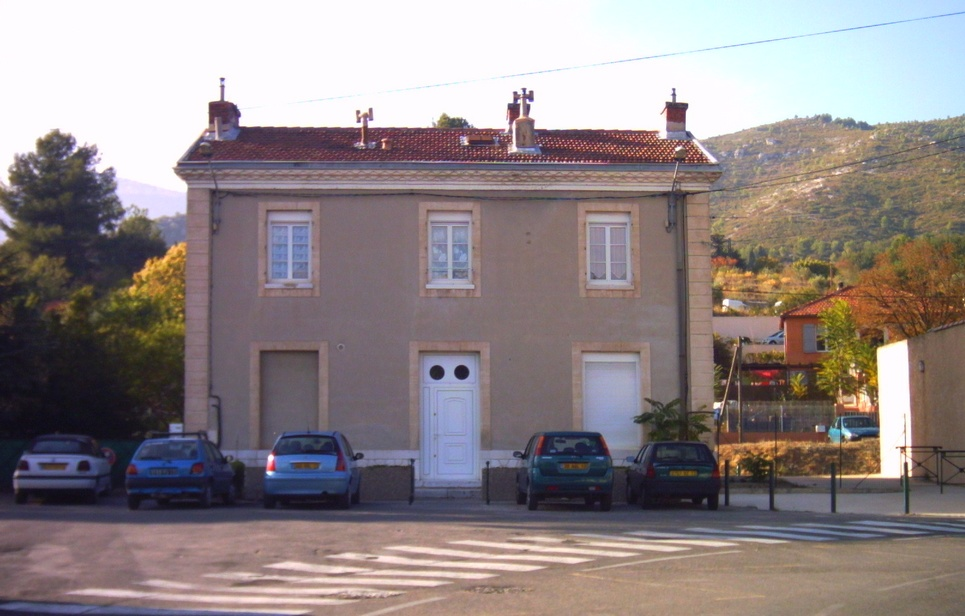
Roquevaire.
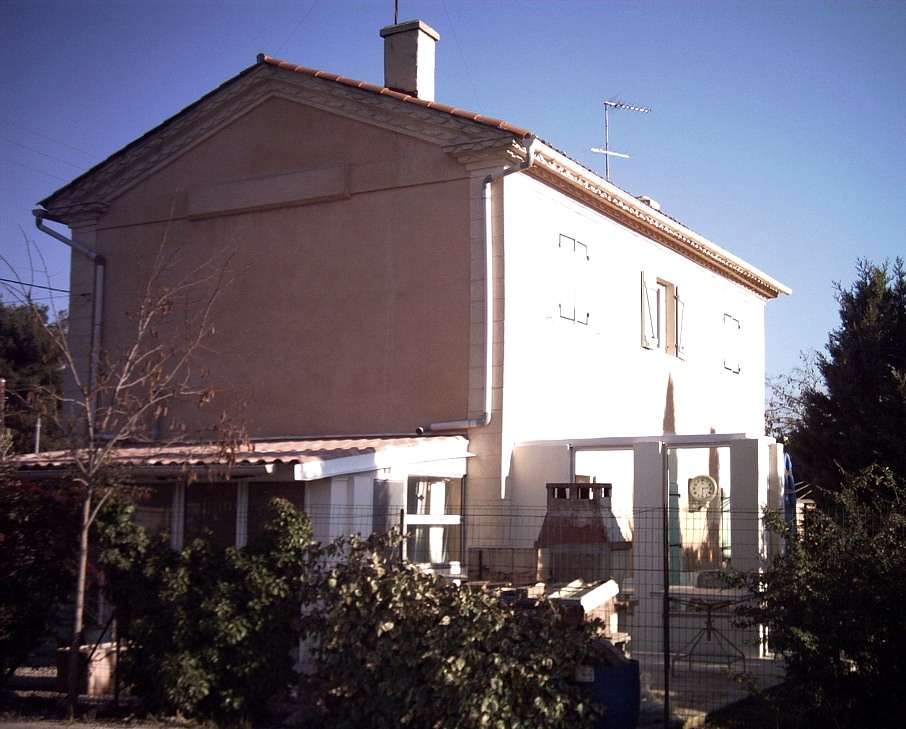
Valdonne - Peypin.
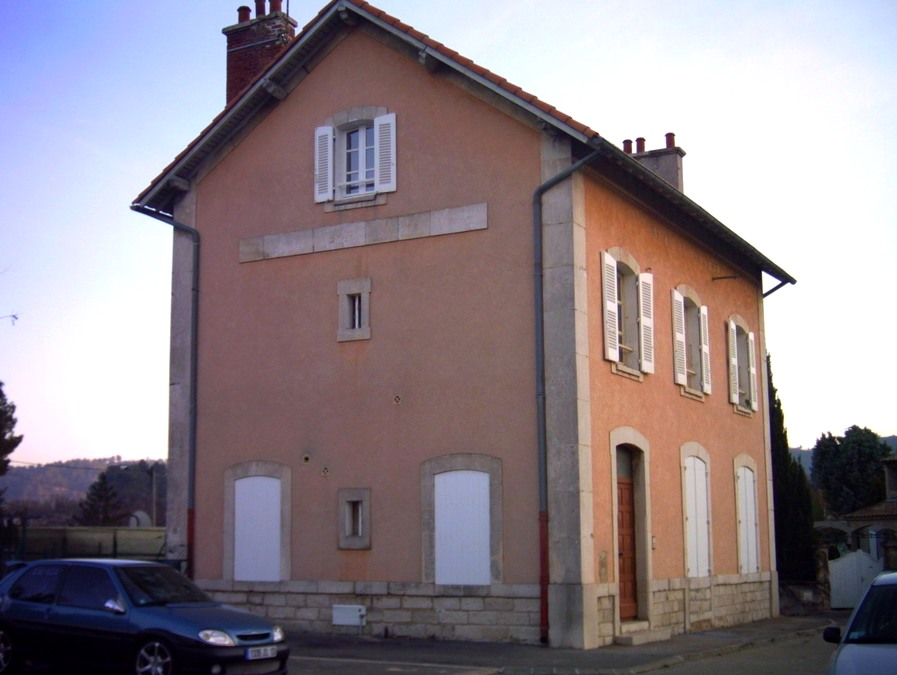
Cadolive.

## Avenir de la ligne
L'infrastructure de la section de ligne restante entre Aubagne et Valdonne reste la propriété de SNCF Réseau
[Passage à actualiser]. La Communauté d'agglomération Pays d'Aubagne et de l'Étoile étudie la possibilité de la rouvrir jusqu'à la Bouilladisse, soit sur 14 kilomètres, pour y faire circuler un tramway à voie unique. Elle desservirait 11 stations.
Une concertation se tient sur ce projet, baptisé Val'Tram, du 18 mai au 20 juin 2015 (voir Liste des projets de tramways de France).
Une consultation publique a été menée en mai et juin 2022. Elle a rendu une réponse favorable au projet quelques mois plus tard. Le projet a commencé en 2022 avec des études de terrain. Les travaux d'infrastructure ont commencé en 2023 et devraient se terminer en 2025. La ligne devrait être mise en service en 2025.